# Dani Orviz
Dani Orviz (Sotrondio, Astúries 22 de novembre de 1976). És poeta, slammer i comunicador, especialitzat en la poesia escènica i de directe. Resideix a l'Hospitalet des del 2012.

## Biografia
Va néixer a la localitat asturiana de Sotrondio l'any 1976. Des de la infantesa va començar a escriure poemes i contes per l'ambient literari familiar. Al 1994 va estudiar la carrera de Publicitat i Relacions Públiques a Madrid.
Va començar a recitar poesia al Bukowski Club de Madrid l'any 2007. Al febrer de 2008 va començar a participar al Poetry Slam mensual al Café Libertad 8. Al maig de 2012 es va proclamar campió nacional de Poetry Slam a Jaén. EAl desembre de 2012 va guanyar el Campionat Europeu de Poetry Slam a Amber (Bèlgica). Al 2020 va guanyar la Copa del Món de Poetry Slam a París (França).
Aquests èxits el van portar a presentar el programa “Deslenguados” de La2 de TVE l'any 2022. Un programa setmanal dedicat al llenguatge i les seves particularitats i curiositats.

## Trajectòria professional
Va fer el programa “Deslenguados” de La2de TVE l'any 2022. Un programa setmanal dedicat al llenguatge i les seves particularitats i curiositats.
És formador en arts escèniques i comunicació per entitats nacional i internacionals como l'Institut Cervantes, la Casa del Lago de Ciutat de Mèxic, La Casa de las Letras Letterenhuis d'Anvers (Bèlgica), el Liceu Francès de Barcelona o el Centre de Cultura Contemporània de Barcelona.
Ha publicat set llibres de pomes. “Mecánica Planetaria” (2009), “Muere sonriendo” (2012) , “La del medio de las Ketchup” (2014) “Viejo caos Universal” (2015), Génération On (2015), “Massaslam volumen uno” (2016) i ."¡Temblad, pedazo de sinvegüenzas!!".